# Fast ein Held
Fast ein Held (weitere Titel: Der Kommandant von Molinette und Die Abenteuer des braven Kommandanten Küppers) ist ein deutsch-jugoslawischer Spielfilm des Regisseurs Rainer Erler aus dem Jahr 1967 mit Martin Held in der Titelrolle. In der Bundesrepublik Deutschland wurde er am 22. August 1967 uraufgeführt.

## Handlung
Gegen Ende des Zweiten Weltkrieges in dem fiktiven französischen Bergdorf Molinette: Der Ort ist von deutschen Truppen besetzt. Wegen eines Schlafmittels, das ihm seine französische Freundin Hélène kredenzte, verpasst der deutsche Obergefreite Karl Küppers den Abmarsch seiner Kompanie nach Russland. Mit Hilfe der zielstrebigen Französin wird er Ortskommandant. Mehr in Filzpantoffeln als in Stiefeln regiert er als „Landesvater“ zum Wohle aller Dorfbewohner. Mit den ebenfalls zurückgebliebenen Formularen und Stempeln verhilft er der Bevölkerung zu  manchem Vorteil, zu Passierscheinen und Baumaterialien, er bringt dienstverpflichtete Söhne zurück und vermittelt Tauschgeschäfte.
Allgemeine Verbrüderung ist im Gange, als den Alliierten die Invasion gelingt. Nun ist der „Boche“ wieder ein „Boche“, und Kollaboration ein gefürchteter Vorwurf; außerdem entdeckt man das patriotische Gefühl wieder. Und so herrscht viel Freude, als Küppers als letzter Besatzungsmann von der deutschen Feldpolizei abgeholt wird. Der Schwindel ist aufgeflogen, und Küppers wird zum Tode verurteilt. Doch der Transport, der ihn zur Hinrichtung bringen soll, wird von der Résistance überfallen, und Küppers wird – zusammen mit dem Erschießungskommando – in Gefangenschaft abgeführt. 
20 Jahre später kommt Küppers als Tourist wieder in das Dorf und lässt das alte Geschehen Revue passieren.

## Anmerkung
Die Schauspielerin Wera Engels, einst ein Star des späten Stummfilms und frühen Tonfilms mit Hollywood-Erfahrung, kehrte nach 30 Jahren für diesen Film mit einer winzigen Nebenrolle vor die Kamera zurück. Es sollte zugleich ihr letzter Filmauftritt sein.

## Kritiken
„Eine schöne Rolle für Martin Held in der nicht sehr glaubhaften, aber von Rainer Erler freundlich-unterhaltsam inszenierten «Kriegs»-Komödie, die in deutsch-jugoslawischer Koproduktion entstand.“

„Die amüsante und nachdenkliche Geschichte von einem deutschen Soldaten, der zum Ortskommandanten eines französischen Dorfes avanciert und dort in Harmonie mit den Bewohnern lebt, bis die Realität dem Idyll ein Ende bereitet. Ab 14 zu empfehlen.“